# Scotopteryx fulminata
Scotopteryx fulminata là một loài bướm đêm trong họ Geometridae.